# 빌리 마이어스
빌리 마이어스(영어: Billie Myers, 1971년 6월 14일 ~ )는 영국의 싱어송라이터이다. 그녀는 주로 영국 싱글 차트 4위와 빌보드 핫 100 차트 15위에 오른 곡인 1997년 대서양 횡단 히트곡 "Kiss the Rain"으로 유명하다.

## 음반
- Growing, Pains (1997)
- Vertigo (2000)
- Tea & Sympathy (2013)